# Kein Weg zu weit
Kein Weg zu weit ist das 14. Studioalbum des deutschen Sängers Peter Maffay. Das Album erschien 1989 bei Teldec. Es war das vorerst letzte von sieben Nummer-eins-Studioalben in Deutschland in Folge.

## Entstehung
Die Musik vieler Lieder schrieb Maffay selbst, bei den Texten arbeitete er mit Burkhard Brozat und Paul Buckowski zusammen. Auch Schlagersänger Roland Kaiser wirkte unter dem Pseudonym Wolf Wedding mit und schrieb die fünf Titel Kein Weg zu weit, Es wird Zeit, Steh auf, Lass dich gehn und Dafür dank ich dir mit. Bei Tiefer war auch Chris Thompson beteiligt.
Im Gegensatz zum vorhergehenden Doppelalbum Lange Schatten setzte Maffay bei den Mitwirkenden auf einen reduzierteren Ansatz: Schlagzeug, Percussion und Hintergrundgesang übernahm Bertram Engel, die Gitarre Carl Carlton und Andreas Becker sowie Maffay selbst, Keyboards spielten Becker bei zwei Stücken sowie Jean-Jacques Kravetz bei Tiefer.

## Titelliste
1. Viel zu weit – 1:27
2. Kein Weg zu weit – 3:41
3. Es wird Zeit – 4:37
4. Dein Leben – 4:58
5. Plastikherz – 4:44
6. Ich seh dich – 5:48
7. Steh auf – 3:32
8. Lass dich gehn – 5:06
9. Tiefer – 4:07
10. Wer hat recht – 4:10
11. Weißt du wie das ist – 4:35
12. Auf ein neues Jahr – 4:37
13. Dafür dank ich dir – 4:26

## Rezeption

### Charts und Chartplatzierungen
Kein Weg zu weit erreichte in Deutschland Position eins der Albumcharts und konnte sich vom 30. Oktober bis 5. November 1989 eine Woche an der Chartspitze sowie 12 Wochen in den Top 10 und 38 Wochen in den Charts platzieren. Maffay erreichte hiermit zum 21. Mal die deutschen Albumcharts. Kein Weg zu weit wurde zum 13. Top-10-Erfolg sowie zum neunten Nummer-eins-Album in Deutschland. Darüber hinaus war Kein Weg zu weit für einen Zeitraum von zehn Wochen das erfolgreichste deutschsprachige Album in den deutschen Albumcharts. In der Schweiz erreichte das Album mit Position neun seine höchste Chartnotierung und konnte sich insgesamt zehn Wochen in der Hitparade platzieren. Maffay erreichte hiermit zum siebten Mal die Schweizer Hitparade, zum fünften Mal die Top 10. Die Single Tiefer erreichte Platz 25 der deutschen Singlecharts und war 20 Wochen platziert, die zweite Single Steh auf verfehlte allerdings die Charts.
| ChartsChartplatzierungen | Höchstplatzierung | Wochen |
| ------------------------ | ----------------- | ------ |
| Deutschland (GfK)        | 1 (38 Wo.)        | 38     |
| Schweiz (IFPI)           | 9 (10 Wo.)        | 10     |

| ChartsJahrescharts (1989) | Platzierung |
| ------------------------- | ----------- |
| Deutschland (GfK)         | 85          |

| ChartsJahrescharts (1990) | Platzierung |
| ------------------------- | ----------- |
| Deutschland (GfK)         | 28          |

### Auszeichnungen für Musikverkäufe
Noch im Jahr seiner Veröffentlichung wurde Kein Weg zu weit in Deutschland mit einer Platin-Schallplatte für über 500.000 verkaufte Exemplare ausgezeichnet. In der Schweiz erreichte das Album Goldstatus, womit sich das Album insgesamt über 525.000 Mal verkaufte.

| Land/Region        | Auszeichnungen für Musikverkäufe (Land/Region, Auszeichnung, Verkäufe) | Verkäufe |
| ------------------ | ---------------------------------------------------------------------- | -------- |
| Deutschland (BVMI) | Platin                                                                 | 500.000  |
| Schweiz (IFPI)     | Gold                                                                   | 25.000   |
| Insgesamt          | 1× Gold · 1× Platin ·                                                  | 525.000  |